# Commodore 1551

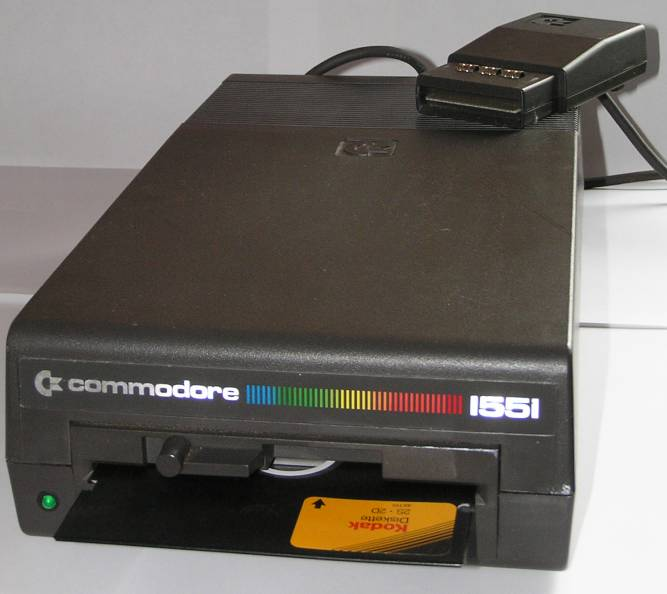
En Commodore 1551 diskettstation.

Commodore 1551 är en diskettstation till primärt Commodore Plus/4. Den påminner om en mörkfärgad 1541 diskettstation, men till skillnad från övriga diskettenheter från Commodore använder 1551 en kontroller som sticks in i cartridgeporten istället för via serieporten. Detta gav 1551 en högre överföringshastighet än 1540/1541. Disketternas format är samma som andra enheter, det vill säga enkelsidiga 5¼"-disketter som kunde hålla 170 kilobyte.
Trots rykten till motsatsen tillverkades aldrig en 1551 som var kompatibel med Commodore 64. Till skillnad från övriga diskettstationer hade 1551 inga DIP-switchar som tillät inställning av drivenhetsidentitet. Då två enheter kunde kopplas in samtidigt till samma Plus/4 var användaren tvungen att öppna locket på sin 1551 och kapa en ledning på kretskortet för att ändra denna inställning.